# Frode Thingnæs
Frode Thingnæs, född 20 maj 1940 i Nore i Nore og Uvdals kommun i Buskerud fylke, död 15 november 2012 i Oslo, var en norsk musiker (trombon). Han var även verksam som kompositör och dirigent. Han dirigerade tre norska bidrag i Eurovision Song Contest 1974, 1976 och 1996. År 1996 var han även chefsdirigent för ESC som avgjordes i Oslo.

## Utmärkelser
- Buddyprisen (1970)[4]